# Spellfire
Spellfire es un juego de cartas coleccionable creado por TSR, Inc. y basado en su popular juego de rol Dungeons & Dragons. El juego apareció en 1994, poco después de la introducción de Magic: el encuentro. Fue cancelado pero aun en 2006 conserva cierta popularidad entre una base fiel de aficionados.